# Championnat de Russie de football 2004
Navigation
Saison précédente Saison suivante
La saison 2004 de Premier-Liga est la treizième édition de la première division russe.
Lors de cette saison, le CSKA Moscou a tenté de conserver son titre de champion de Russie face aux quinze meilleurs clubs russes lors d'une série de matchs se déroulant sur toute l'année.
Chacun des seize clubs participant au championnat a été confronté à deux reprises aux quinze autres.
Trois places étaient qualificatives pour les compétitions européennes, la quatrième place étant celles du vainqueur de la Coupe de Russie 2004-2005.
C'est le Lokomotiv Moscou qui a été sacré champion de Russie pour la deuxième fois.

## Clubs participants
CSKA Moscou
Dynamo Moscou
Lokomotiv Moscou
FK Moscou
Spartak Moscou
Torpedo Moscou
Légende des couleurs
- Deuxième tour de qualification de la Ligue des champions 2004-2005
- Deuxième tour de qualification de la Coupe UEFA 2004-2005
- Deuxième tour de la Coupe Intertoto 2004
- Premier tour de la Coupe Intertoto 2004
- Promu de deuxième division

| Club                     | Présent depuis | Classement 2003 | Entraîneur                     | Stade                  | Capacité théorique |
| ------------------------ | -------------- | --------------- | ------------------------------ | ---------------------- | ------------------ |
| CSKA Moscou              | 1992           | 1               | Valeri Gazzaev                 | Stade Loujniki         | 84 745             |
| Zénith Saint-Pétersbourg | 1996           | 2               | Vlastimil Petržela             | Stade Petrovski        | 22 000             |
| Rubin Kazan              | 2003           | 3               | Kurban Berdyev                 | Stade central          | 10 000             |
| Lokomotiv Moscou         | 1992           | 4               | Iouri Siomine                  | Stade Lokomotiv        | 28 800             |
| Chinnik Iaroslavl        | 2002           | 5               | Oleg Dolmatov                  | Stade Chinnik          | 22 990             |
| Dynamo Moscou            | 1992           | 6               | Oleg Romantsev                 | Stade Dynamo           | 36 540             |
| Saturn Ramenskoïe        | 1999           | 7               | Aleksandr Tarkhanov            | Stade Saturn           | 14 685             |
| Torpedo Moscou           | 1992           | 8               | Sergueï Petrenko               | Stade Eduard Streltsov | 13 200             |
| Krylia Sovetov Samara    | 1992           | 9               | Gadji Gadjiev                  | Stade Metallourg       | 33 220             |
| Spartak Moscou           | 1992           | 10              | Aleksandrs Starkovs            | Stade Loujniki         | 84 745             |
| FK Rostov                | 1995           | 11              | Sergueï Balakhnine (en)        | Olimp-21 vek           | 15 840             |
| Rotor Volgograd          | 1992           | 12              | Vladimir Faïzouline (en)       | Stade central          | 32 120             |
| Alania Vladikavkaz       | 1992           | 13              | Iouri Sekinaïev (en) (intérim) | Stade Spartak          | 32 600             |
| FK Moscou                | 2001           | 14              | Valeri Petrakov                | Stade Eduard Streltsov | 13 200             |
| Amkar Perm               | 2004           | 1 (D2)          | Sergueï Oborine                | Stade Zvezda           | 17 000             |
| Kouban Krasnodar         | 2004           | 2 (D2)          | Leonid Nazarenko (intérim)     | Stade Kouban           | 35 200             |

### Changements d'entraîneur
| Club               | Entraîneur partant               | Date de départ | Entraîneur arrivant              | Date d'arrivée |
| ------------------ | -------------------------------- | -------------- | -------------------------------- | -------------- |
| FK Rostov          | Vitali Chevtchenko               | avril 2004     | Sergueï Balakhnine (en)          | avril 2004     |
| Rotor Volgograd    | Vladimir Faïzouline (en)         | avril 2004     | Valeriy Yaremchenko (en)         | avril 2004     |
| Chinnik Iaroslavl  | Aleksandr Pobegalov (en)         | mai 2004       | Oleg Dolmatov                    | mai 2004       |
| Kouban Krasnodar   | Nikolaï Ioujanine                | mai 2004       | Soferbi Iechougov                | mai 2004       |
| Rotor Volgograd    | Valeriy Yaremchenko (en)         | juin 2004      | Iouri Marouchkine (intérim)      | juin 2004      |
| CSKA Moscou        | Artur Jorge                      | juillet 2004   | Valeri Gazzaev                   | juillet 2004   |
| Dynamo Moscou      | Jaroslav Hřebík (en)             | juillet 2004   | Viktor Bondarenko (en) (intérim) | juillet 2004   |
| Rotor Volgograd    | Iouri Marouchkine (intérim)      | juillet 2004   | Vladimir Faïzouline (en)         | juillet 2004   |
| Spartak Moscou     | Nevio Scala                      | août 2004      | Aleksandrs Starkovs              | septembre 2004 |
| Alania Vladikavkaz | Rolland Courbis                  | septembre 2004 | Dragan Cvetković (intérim)       | septembre 2004 |
| Saturn Ramenskoïe  | Boris Ignatiev                   | septembre 2004 | Aleksandr Tarkhanov              | septembre 2004 |
| Alania Vladikavkaz | Dragan Cvetković (intérim)       | octobre 2004   | Iouri Sekinaïev (en) (intérim)   | octobre 2004   |
| Kouban Krasnodar   | Soferbi Iechougov                | octobre 2004   | Leonid Nazarenko                 | octobre 2004   |
| Dynamo Moscou      | Viktor Bondarenko (en) (intérim) | octobre 2004   | Oleg Romantsev                   | octobre 2004   |

## Compétition

### Qualifications en coupes d'Europe
À l'issue de la saison, le champion s'est qualifié pour le deuxième tour préliminaire de la Ligue des champions 2005-2006.
Alors que le vainqueur de la Coupe de Russie 2004-2005 a pris la première des trois places en Coupe UEFA 2005-2006, les deux autres places sont revenues au troisième et au quatrième du championnat. Il est à noter cependant que la première place était directement qualificative pour le premier tour de la compétition alors que les deux suivantes n'étaient qualificative que pour le deuxième tour de qualification.

### Classement
Le classement est établi sur le barème classique de points (victoire à 3 points, match nul à 1, défaite à 0).
Pour départager les équipes à égalité de points, on tient d'abord compte des confrontations directes, puis si la qualification ou la relégation est en jeu, les deux équipes jouent une rencontre d'appui sur terrain neutre.
| Rang | Équipe                   | Pts | J  | G  | N  | P  | Bp | Bc | Diff |
| ---- | ------------------------ | --- | -- | -- | -- | -- | -- | -- | ---- |
| 1    | Lokomotiv Moscou         | 61  | 30 | 18 | 7  | 5  | 44 | 19 | +25  |
| 2    | CSKA Moscou T S C        | 60  | 30 | 17 | 9  | 4  | 53 | 22 | +31  |
| 3    | Krylia Sovetov Samara    | 56  | 30 | 17 | 5  | 8  | 50 | 41 | +9   |
| 4    | Zénith Saint-Pétersbourg | 56  | 30 | 17 | 5  | 8  | 55 | 37 | +18  |
| 5    | Torpedo Moscou           | 54  | 30 | 16 | 6  | 8  | 53 | 37 | +16  |
| 6    | Chinnik Iaroslavl        | 44  | 30 | 12 | 8  | 10 | 29 | 29 | 0    |
| 7    | Saturn Ramenskoïe        | 41  | 30 | 10 | 11 | 9  | 37 | 30 | +7   |
| 8    | Spartak Moscou           | 40  | 30 | 11 | 7  | 12 | 43 | 44 | -1   |
| 9    | FK Moscou                | 40  | 30 | 10 | 10 | 10 | 38 | 39 | -1   |
| 10   | Rubin Kazan              | 33  | 30 | 7  | 12 | 11 | 32 | 31 | +1   |
| 11   | Amkar Perm P             | 30  | 30 | 6  | 12 | 12 | 27 | 42 | -15  |
| 12   | FK Rostov                | 29  | 30 | 7  | 8  | 15 | 28 | 42 | -14  |
| 13   | Dynamo Moscou            | 29  | 30 | 6  | 11 | 13 | 27 | 38 | -11  |
| 14   | Alania Vladikavkaz       | 28  | 30 | 7  | 7  | 16 | 28 | 52 | -24  |
| 15   | Kouban Krasnodar P       | 28  | 30 | 6  | 10 | 14 | 26 | 42 | -16  |
| 16   | Rotor Volgograd          | 22  | 30 | 4  | 10 | 16 | 28 | 53 | -25  |

| Légende : Qualifications et relégations | Légende : Qualifications et relégations                                                                                             |
| --------------------------------------- | --- |
|                                         | Ligue des champions 2005-2006 (2e tour préliminaire)                                                                                |
|                                         | Coupe UEFA 2005-2006 (1er tour) |
|                                         | Coupe UEFA 2005-2006 (2e tour de qualification)                                                                                     |
|                                         | Relégation en deuxième division |
|                                         | T : Tenant du titre 2003 P : Promu 2003 C : Vainqueur de la Coupe de Russie 2004-2005 S : Vainqueur de la Supercoupe de Russie 2004 |

### Matchs
| Résultats (▼dom., ►ext.)                                   | Ala | Amk | CSK | DyM | Kry | Kou | LoM | FKM | Ros | Rot | Rub | Sat | Chi | SpM | ToM | Zén |
| Alania Vladikavkaz                                         |     | 1-2 | 1-4 | 4-2 | 1-4 | 2-0 | 1-2 | 1-0 | 0-0 | 1-1 | 0-0 | 0-3 | 2-1 | 0-2 | 0-0 | 0-3 |
| Amkar Perm                                                 | 1-0 |     | 0-0 | 0-1 | 3-1 | 1-2 | 0-1 | 1-0 | 2-0 | 1-1 | 2-2 | 1-1 | 1-1 | 0-2 | 2-1 | 0-2 |
| CSKA Moscou                                                | 1-0 | 3-0 |     | 0-0 | 1-1 | 3-1 | 0-1 | 0-0 | 2-0 | 3-0 | 1-0 | 2-0 | 1-1 | 2-1 | 3-3 | 3-3 |
| Dynamo Moscou                                              | 1-0 | 3-1 | 1-1 |     | 1-1 | 0-1 | 2-4 | 1-0 | 0-1 | 5-0 | 0-0 | 0-2 | 1-0 | 1-1 | 1-1 | 0-2 |
| Krylia Sovetov Samara                                      | 4-2 | 1-0 | 1-1 | 4-1 |     | 2-1 | 1-0 | 2-1 | 2-1 | 1-0 | 2-1 | 1-1 | 1-2 | 4-2 | 2-5 | 0-1 |
| Kouban Krasnodar                                           | 2-3 | 0-0 | 0-3 | 0-0 | 1-1 |     | 2-1 | 0-0 | 3-1 | 1-1 | 1-0 | 0-0 | 1-0 | 1-2 | 1-2 | 1-3 |
| Lokomotiv Moscou                                           | 3-0 | 0-0 | 1-0 | 2-1 | 1-0 | 3-0 |     | 0-1 | 1-1 | 0-1 | 0-0 | 2-0 | 3-0 | 0-0 | 3-1 | 0-1 |
| FK Moscou                                                  | 0-0 | 3-1 | 1-4 | 1-0 | 5-1 | 2-2 | 1-2 |     | 2-2 | 1-0 | 1-0 | 2-1 | 3-2 | 2-3 | 0-2 | 1-1 |
| FK Rostov                                                  | 0-0 | 0-0 | 1-3 | 2-0 | 0-1 | 1-1 | 1-2 | 1-2 |     | 4-1 | 1-0 | 1-2 | 0-0 | 3-1 | 0-4 | 2-1 |
| Rotor Volgograd                                            | 0-1 | 2-2 | 1-3 | 0-0 | 3-2 | 1-1 | 2-2 | 1-1 | 3-2 |     | 0-1 | 1-0 | 0-2 | 2-3 | 0-1 | 2-5 |
| Rubin Kazan                                                | 4-1 | 2-2 | 2-1 | 2-2 | 1-3 | 2-0 | 0-0 | 3-0 | 1-1 | 1-1 |     | 0-1 | 0-1 | 2-0 | 2-0 | 1-1 |
| Saturn Ramenskoïe                                          | 5-1 | 1-1 | 0-1 | 0-0 | 1-2 | 2-1 | 1-2 | 1-1 | 2-0 | 2-0 | 1-1 |     | 0-0 | 2-2 | 1-1 | 1-3 |
| Chinnik Iaroslavl                                          | 1-1 | 2-1 | 2-1 | 1-0 | 0-1 | 1-0 | 0-2 | 1-1 | 1-0 | 2-1 | 1-1 | 1-0 |     | 1-1 | 3-1 | 2-1 |
| Spartak Moscou                                             | 0-1 | 6-0 | 0-2 | 2-2 | 3-1 | 1-1 | 1-3 | 3-2 | 1-0 | 1-1 | 2-0 | 0-2 | 1-0 |     | 1-2 | 0-3 |
| Torpedo Moscou                                             | 3-2 | 3-2 | 0-1 | 3-1 | 0-1 | 3-1 | 1-1 | 1-1 | 4-1 | 1-0 | 1-0 | 1-2 | 2-0 | 2-1 |     | 3-1 |
| Zénith Saint-Pétersbourg                                   | 3-2 | 0-0 | 0-3 | 2-0 | 1-2 | 1-0 | 0-2 | 2-3 | 0-1 | 3-2 | 4-3 | 2-2 | 1-0 | 2-0 | 3-1 |     |
| - Victoire à domicile - Match nul - Victoire à l'extérieur |     |     |     |     |     |     |     |     |     |     |     |     |     |     |     |     |

## Statistiques
| Rang | Joueur                 | Club                     | Buts |
| ---- | ---------------------- | ------------------------ | ---- |
| 1    | Aleksandr Kerjakov     | Zénith Saint-Pétersbourg | 18   |
| 2    | Andreï Kariaka         | Krylia Sovetov Samara    | 17   |
| 3    | Dmitri Sytchev         | Lokomotiv Moscou         | 15   |
| 3    | Aleksandr Panov        | Torpedo Moscou           | 15   |
| 5    | Héctor Bracamonte (en) | FK Moscou                | 11   |
| 7    | Roman Pavlioutchenko   | Spartak Moscou           | 10   |
| 7    | Oleksandr Spivak (en)  | Zénith Saint-Pétersbourg | 10   |
| 7    | Valeri Iesipov         | Rotor Volgograd          | 10   |

| Rang | Joueur                  | Club                     | Passes |
| ---- | ----------------------- | ------------------------ | ------ |
| 1    | Dmitri Loskov           | Lokomotiv Moscou         | 13     |
| 2    | Andreï Archavine        | Zénith Saint-Pétersbourg | 10     |
| 3    | Igor Semchov            | Torpedo Moscou           | 9      |
| 4    | Rolan Goussev           | CSKA Moscou              | 7      |
| 4    | Andreï Tikhonov         | Krylia Sovetov Samara    | 7      |
| 6    | Denis Boïarintsev       | Rubin Kazan              | 6      |
| 6    | Oleksandr Horshkov (en) | Zénith Saint-Pétersbourg | 6      |
| 6    | Konstantine Zyrianov    | Zénith Saint-Pétersbourg | 6      |

## Les 33 meilleurs joueurs de la saison
À l'issue de la saison, la fédération russe de football désigne les 33 meilleurs joueurs du championnat (ru).
Gardien
1. Viatcheslav Malafeïev (Zénith Saint-Pétersbourg)
2. Sergueï Ovtchinnikov (Lokomotiv Moscou)
3. Igor Akinfeïev (CSKA Moscou)

Arrière droit
1. Vadim Ievseïev (Lokomotiv Moscou)
2. Chidi Odiah (CSKA Moscou)
3. Aleksandr Anioukov (Krylia Sovetov Samara)

Défenseur central droit
1. Sergueï Ignachevitch (CSKA Moscou)
2. Alekseï Bougaïev (Torpedo Moscou)
3. Malkhaz Asatiani (Lokomotiv Moscou)

Défenseur central gauche
1. Deividas Šemberas (CSKA Moscou)
2. Andrei Stepanov (Torpedo Moscou)
3. Guennadi Nijegorodov (Lokomotiv Moscou)

Arrière gauche
1. Dmitri Sennikov (Lokomotiv Moscou)
2. Alexeï Bérézoutski (CSKA Moscou)
3. Pavel Mareš (Zénith Saint-Pétersbourg)

Milieu défensif
1. Vladimir Maminov (Lokomotiv Moscou)
2. Francisco Lima (Lokomotiv Moscou)
3. Elvir Rahimić (CSKA Moscou)

Milieu droit
1. Vladimir Bystrov (Zénith Saint-Pétersbourg)
2. Marat Izmaïlov (Lokomotiv Moscou)
3. Denis Boïarintsev (Rubin Kazan)

Milieu central
1. Dmitri Loskov (Lokomotiv Moscou)
2. Jiří Jarošík (CSKA Moscou)
3. Igor Semchov (Torpedo Moscou)

Milieu gauche
1. Andreï Kariaka (Krylia Sovetov Samara)
2. Iouri Jirkov (CSKA Moscou)
3. Dmitri Khokhlov (Lokomotiv Moscou)

Attaquant droit
1. Dmitri Sytchev (Lokomotiv Moscou)
2. Andreï Archavine (Zénith Saint-Pétersbourg)
3. Igor Lebedenko (en) (Torpedo Moscou)

Attaquant gauche
1. Aleksandr Kerjakov (Zénith Saint-Pétersbourg)
2. Ivica Olić (CSKA Moscou)
3. Aleksandr Panov (Torpedo Moscou)

## Bilan de la saison
| Championnat de Russie de football 2004    |                             |
| Champion                                  | Lokomotiv Moscou (2e titre) |
| Coupes et trophées                        |                             |
| Vainqueur de la Coupe de Russie 2004-2005 | CSKA Moscou                 |
| Qualifications continentales              |                             |
| Ligue des champions 2005-2006             | Lokomotiv Moscou            |
| Coupe UEFA 2005-2006                      | CSKA Moscou                 |
| Coupe UEFA 2005-2006                      | Krylia Sovetov Samara       |
| Coupe UEFA 2005-2006                      | Zénith Saint-Pétersbourg    |
| Promotions et relégations                 |                             |
| Promus en première division               | Terek Grozny                |
| Promus en première division               | Tom Tomsk                   |
| Relégués en deuxième division             | Kouban Krasnodar            |
| Relégués en deuxième division             | Rotor Volgograd             |